# مونيكا بيرن
مونيكا بيرن (بالإنجليزية: Monica Byrne)‏ (13 يوليو 1981 في هاريسبرج - ) كاتِبة، وكاتبة خيال علمي، وروائية من الولايات المتحدة.